# Клостернойбург (монастырь)

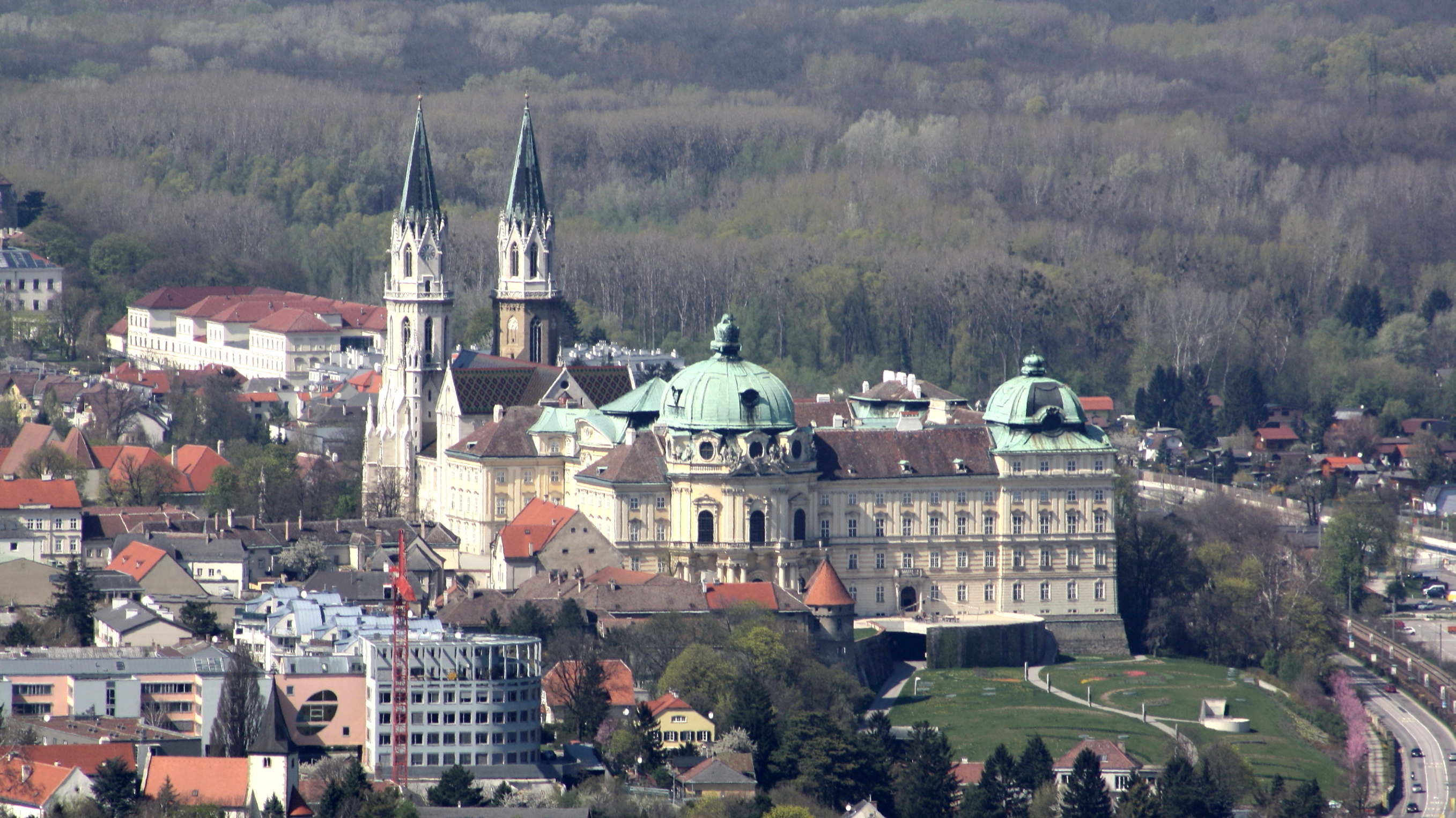
Вид монастыря с холма Леопольдсберг на северо-западе Вены

Клостернойбург (нем. Stift Klosterneuburg) — монастырь августинцев в одноимённом городе на северо-востоке Австрии. Главная церковь с 1936 г. имеет статус малой базилики. Название переводится как «клуатр Нойбурга», а Нойбург переводится как «новый замок».

## История
Монастырь был основан 12 июня 1114 года святым Леопольдом и его женой Агнессой на берегу Дуная, неподалёку от новой резиденции Нойбург на холме Леопольдсберг. По преданию, когда супруги поднялись на вершину замка, сильный порыв ветра унёс накидку Агнессы. Лишь много лет спустя во время охоты Леопольд наткнулся на лучезарное свечение, струившееся из-под листвы кустарника. Как оказалось, там лежала пропавшая накидка жены. Тогда же Леопольда посетило видение Девы Марии, повелевшей ему заложить здесь обитель. Как раз в это время у супругов родился сын Оттон, который в 14 лет был объявлен пробстом этой обители.
Монастырский собор был освящён 29 сентября 1136 года, за несколько месяцев до смерти Леопольда. Через 20 лет его сын Генрих II отодвинул свою главную резиденцию из Нойбурга немного на юго-восток, в город Вена, который с тех пор считается столицей Австрии. Клостернойбург превратился в центр притяжения паломников, которые спешили поклониться мощам основателей монастыря, особенно Леопольда, объявленного католической церковью небесным покровителем Австрии.
Монастырь практически обезлюдел во время Реформации и турецких вторжений, но начиная с 1634 года был отстроен заново в стиле барокко под общим наблюдением мастера Джованни Баттисты Карлоне. Во время нападения турок на Вену в 1683 году братия засела в верхней части обители и успешно противостояла натиску супостатов.
В первой половине XVIII века император Карл VI, последний из прямой линии Габсбургов, загорелся идеей превращения Клостернойбурга в австрийский Эскориал. При нём здесь были проведены большие строительные работы, которые курировал итальянец Донато Феличе д’Аллио. Продолжала наполняться монастырская библиотека, насчитывающая сегодня свыше 30 тысяч фолиантов.
Монастырь продолжал достраиваться и реставрироваться и в XIX веке; барочная форма башен тогда сменилась готической. В санатории при аббатстве в 1924 году умер писатель Франц Кафка.

## Галерея

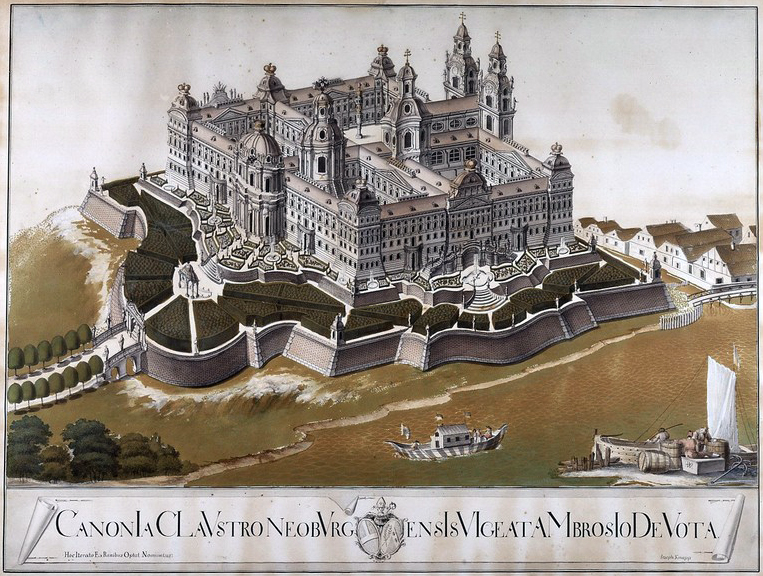
Идеализированная модель монастыря. 1774
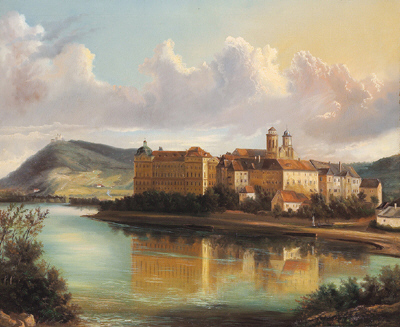
Клостернойбург в середине XIX века
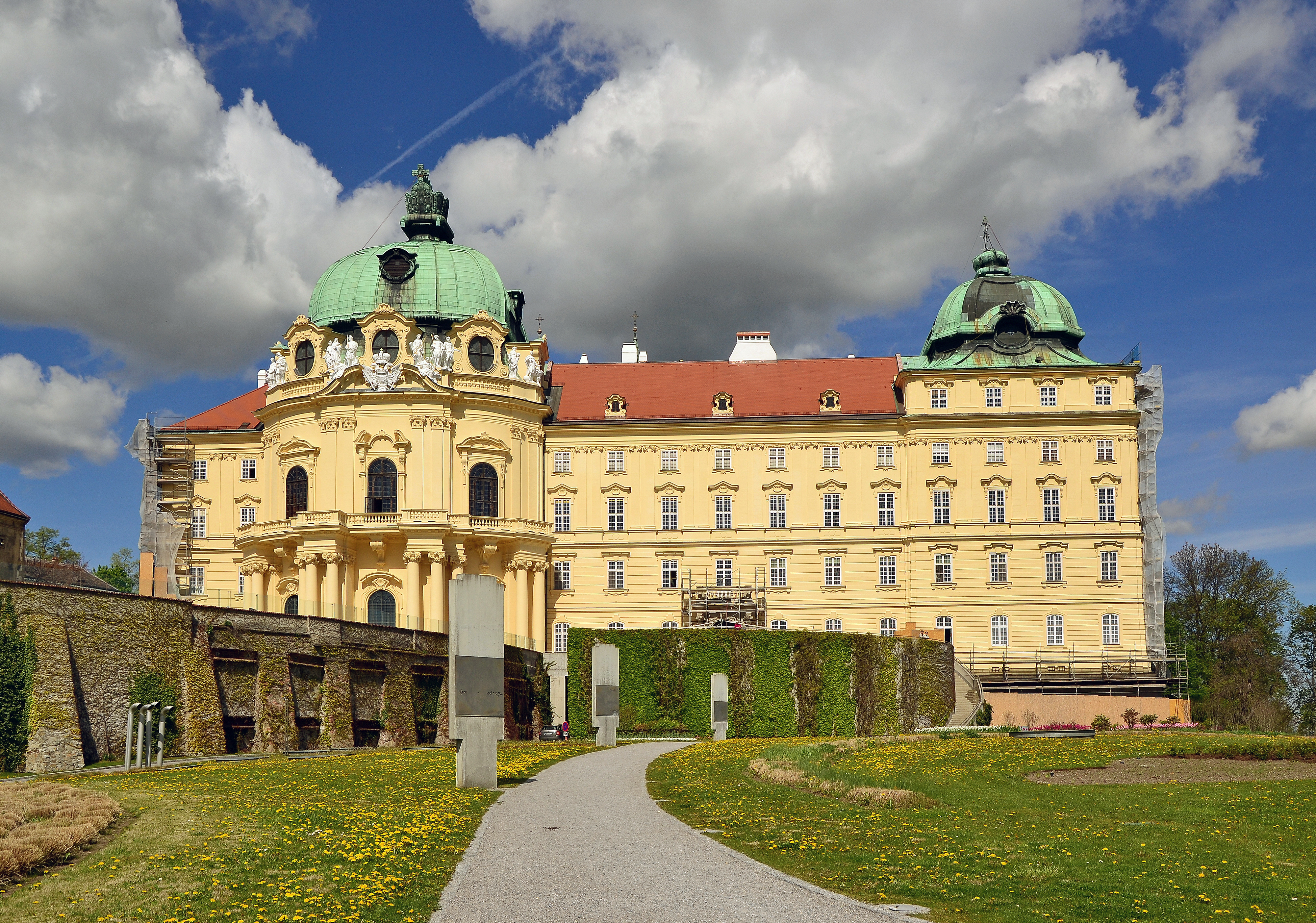
Недостроенные чертоги Карла VI
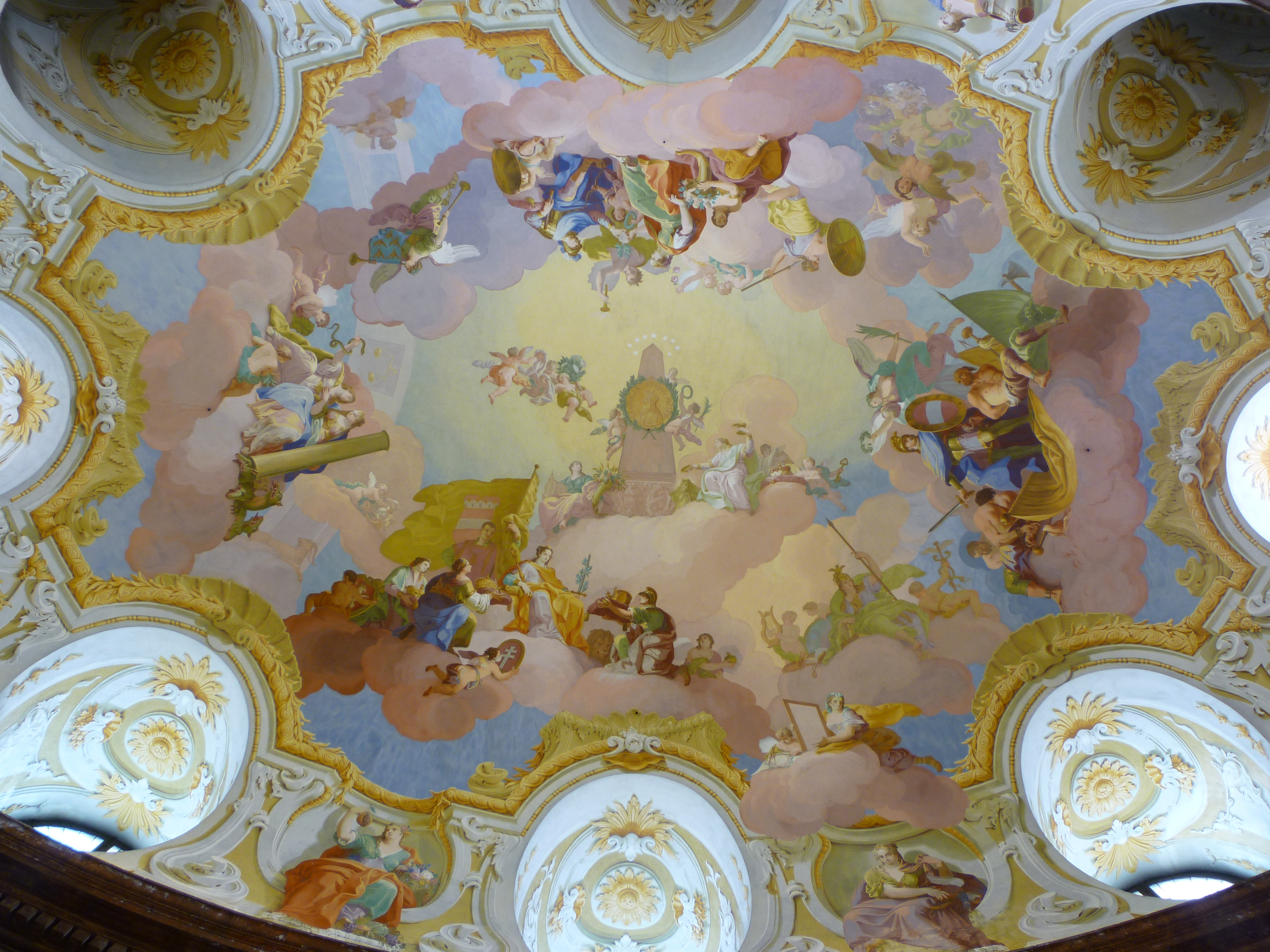
Д. Гран. Честь, Слава и Величие австрийского дома Габсбургов-Лотарингов. 1749. Фреска купола Мраморного зала монастыря

## Реликвии
Среди художественных сокровищ часовни Леопольда, где покоятся останки основателя Клостернойбурга, первенствующее положение принадлежит Верденскому алтарю, составленному в XIV веке из 45 позолоченных медных пластин, выполненных по византийским образцам мастером Николаем из Вердена в 1181 году.
В коллекции музея находится алтарь Святого Леопольда (1505) — одна из самых известных работ Рюланда Фрюафа младшего.
Также здесь хранится «Родословное древо Бабенбергов» (1489—1492) — живописное полотно, изображающее генеалогию рода Бабенбергов и исторические события, связанные с его представителями.
Статуя Клостернойбургской Мадонны (1310) выставлена в лапидарии.

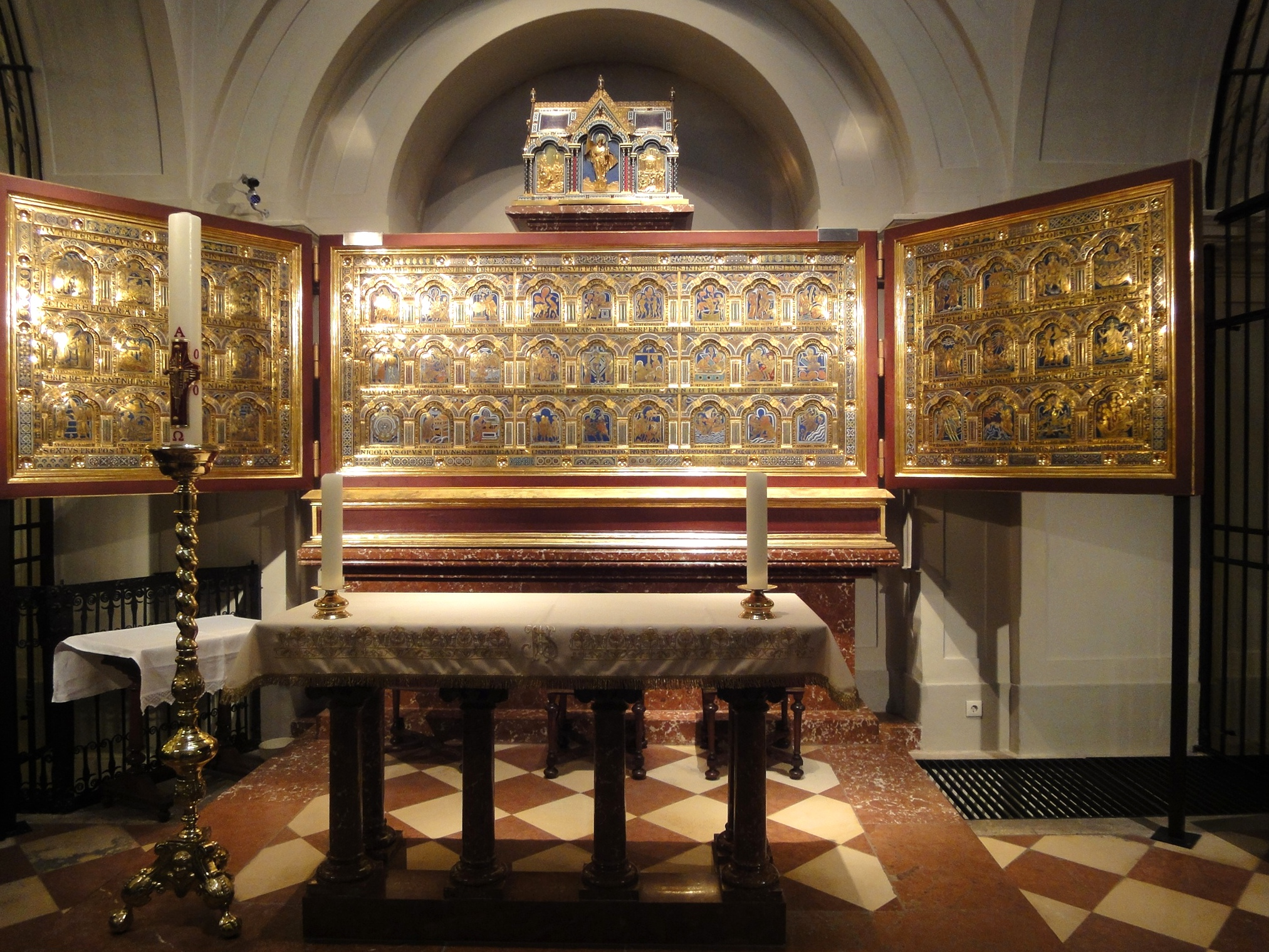
Верденский алтарь
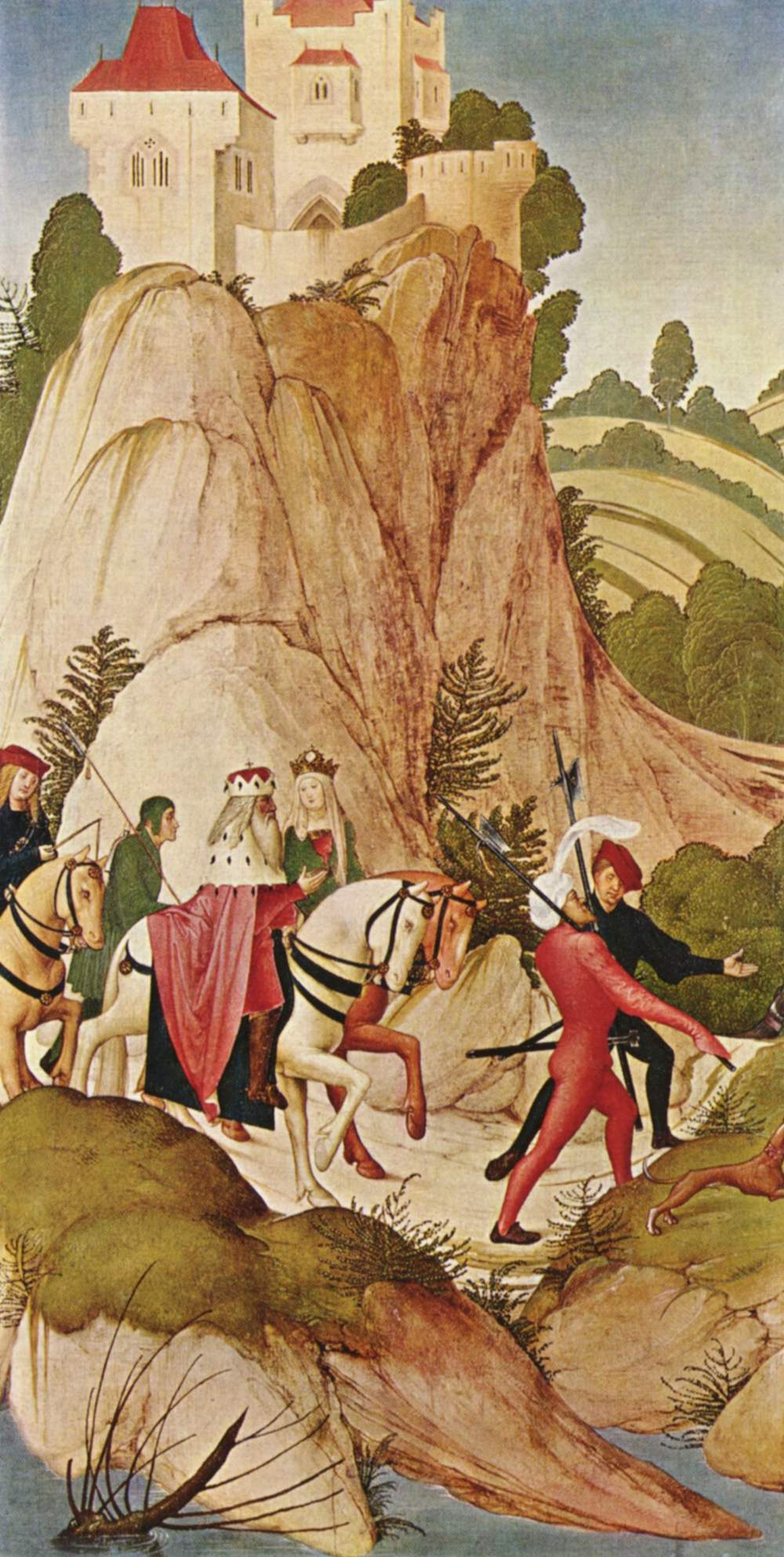
Выезд верхом Святого Леопольда. Алтарь Святого Леопольда. Деталь. 1505
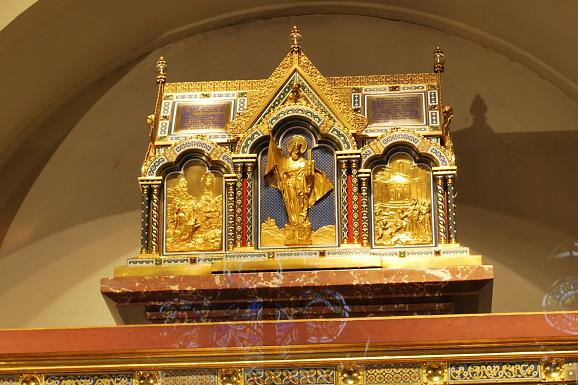
Реликварий с мощами Святого Леопольда
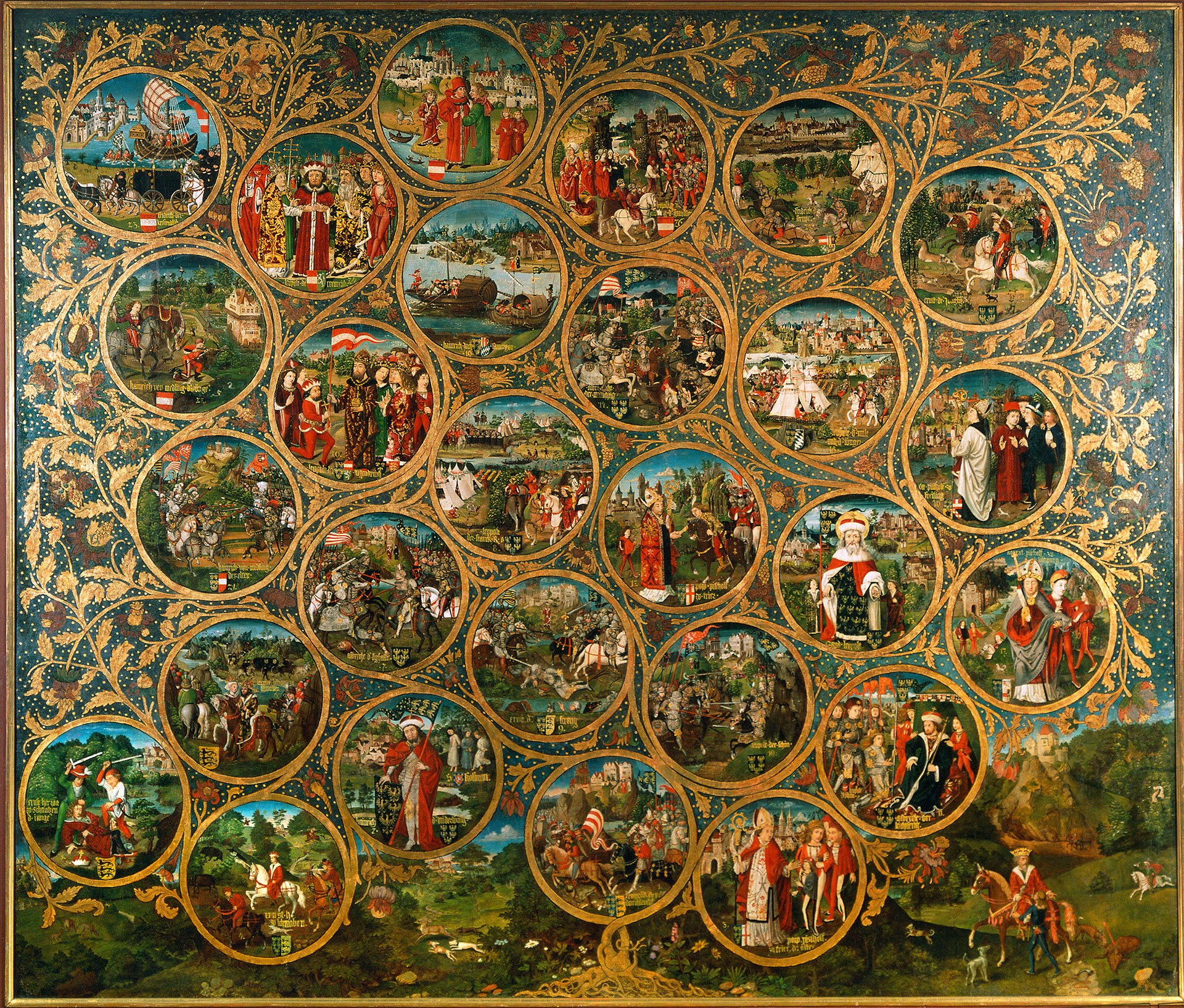
Родословное древо Бабенбергов

В здании бондарни организована экспозиция на тему виноградарского дела. В библиотеке монастыря — одно из немногих сохранившихся в мире средневековых книжных колёс.